# 日本ゲーム大賞
日本ゲーム大賞（Japan Game Awards）は、その年に日本国内でリリースされた優れたコンピュータゲーム作品を表彰する賞である。一般社団法人コンピュータエンターテインメント協会（CESA）による開催。
1996年に「CESA大賞」として発足を発表。1997年4月4日に「CESA大賞 '96」の開催名で第1回を開催した。第4回から「日本ゲーム大賞」に名称を変更。第6回からは対象期間を翌年3月まで（つまり第7回以降は4月から1年間）に変更し、「CESA GAME AWARDS」という名称で開催。第10回からは再び「日本ゲーム大賞」となった。第12回から、JAPAN国際コンテンツフェスティバルのオフィシャルイベントとなった。
選考委員長は養老孟司が務めている。

## 賞の概要
日本ゲーム大賞 2009までは「経済産業大臣賞」、「年間作品部門」（GAME AWARDS）、「フューチャー部門」（GAME AWARDS FUTURE）、「アマチュア部門」（GAME AWARDS AMATEUR）という4つの表彰カテゴリーがあり、日本ゲーム大賞 2010からは「年間作品部門」内に「ゲームデザイナーズ大賞」（GAME DESIGNERS）が新たに加わった。「アマチュア部門」については日本ゲーム大賞 2023をもって部門終了して、2024年度からはNHKのイベントへ継承した。
賞の創設当初は「GAME AWARDS（旧・CESA大賞）」およびその細部門のみだったが、のちに「GAME AWARDS FUTURE」「GAME AWARDS INDIES」が加わり、以降不定期に賞の再検討、統合・改称などが行われている。

### 年間作品部門（GAME AWARDS）
対象期間内に日本国内で発売された家庭用ゲーム機（据え置き型、携帯型ほか）対応の作品、パソコン対応の作品等、全てのコンピュータエンターテインメント作品を選考対象とし、「CESA GAME AWARDS選考委員会」による審査、および一般投票の結果や販売本数を踏まえて選考する。その結果、最高の評価を得た作品に「大賞」、優秀であると評価された作品に「優秀賞」が贈られる。
なお過去においては上記以外にも、日本国外において高評価を得た2作品（日本国内の企業作品、日本国外の企業作品それぞれ1作品）に「グローバル賞」が、対象期間中に日本で最も多く販売された作品には「ベストセールス賞」がそれぞれ贈呈された。さらに、選考委員会によって推薦された作品および人物がいた場合は「特別賞」が贈られている。

#### ゲームデザイナーズ大賞（GAME DESIGNERS）
日本ゲーム大賞 2010より「年間作品部門」内に新設した。従来の審査方式では販売本数の多いゲームが有利となり、売り上げランキングと大差ない内容になってしまいがちだった反省から、桜井政博の提唱により設立された。桜井政博を審査委員長とし、飯田和敏、イシイジロウ、上田文人、神谷英樹、菊池正義、河野一二三、巧舟、外山圭一郎、藤澤仁、三上真司という11人のゲームデザイナーがゲーム制作者の視点から独創性、斬新性を重視した審査を行う。
桜井は観衆が知らないゲームのデモムービーを流して賞を授けるだけでは意味が無いとの考えから、授賞式では会場で受賞作のゲームを実際にプレイした。

### フューチャー部門（GAME AWARDS FUTURE）
第6回から新設した表彰カテゴリー。対象期間内に開催された「東京ゲームショウ」において発表、あるいは出展・展示された未発売作品を選考対象とし、TGS内で実施する一般投票において評価が高かった作品に「フューチャー賞」が与えられる。ただしTGS出展していないメーカーは選考の対象外となる。

### アマチュア部門（GAME AWARDS AMATEUR）
日本ゲーム大賞 2007より新設した。第8回から新設した表彰カテゴリー「インディーズ部門」（GAME AWARDS INDIES）に「CESA スチューデントゲーム大賞」（CESA STUDENTS GAME AWARDS）を統合して設立した。日本国内在住のアマチュア法人・団体・個人に応募資格があり、それらが制作した製品化されていない応募作品が選考対象となる。選考委員会が審査し、大賞（1作品）、優秀賞・佳作（いずれも該当数）が贈呈。統合前に比べて「アマチュアが作ったゲームに与えられる賞」という側面が強まっていた。
なお旧「インディーズ部門」の応募資格はプロ・アマを問わず、最も高い評価を受けた1作品に「最優秀賞」、優秀と評価された作品に「優秀賞」が与えられていた。しかし2024年度からは、「アマチュア部門」と、日本ゲーム大賞 2018から新設していた「U18部門」は、NHKエンタープライズ主催の『神ゲー創造主エボリューション』に継承をした。

## 問題点
「フューチャー部門」に関しては先述のとおり「東京ゲームショウ」に出展していないメーカーは選考の対象外となる。そのため、E3では受賞が濃厚に思えるタイトルが賞を逃したり、逆に低クオリティな作品が大賞をはじめ高位の賞に選出されることがあり、雑誌等では批判にさらされることがある。また一般投票の比率など選考基準に不透明さが残るため、特定の雑誌の評価が直に反映されているという意見も多い。
上述のとおり、選考は「投票を多く得た作品」で決定されるため、必然的に市場において知名度が高い作品が有利であり、ゲームの質よりも売上本数やメーカー・シリーズとしての知名度が高い作品が高位となる傾向が強い。ひとつの例では、『モンスターハンター ポータブル 2nd』が2007年に「年間作品部門 大賞」を受賞したもかかわらず、2008年にもその追加ディスク・アップグレード版である『2nd G』が再び「年間作品部門 大賞」を獲った、などが挙げられる。これに関しては主催側も「ネームバリュー偏重となり、最も大事な独自性が評価軸に乗らない」「毎年やるせなさが残る」と問題視しており、少人数の審議で採決を取る「ゲームデザイナーズ大賞」設立もこれが影響している。

## 受賞作品・受賞者
全ての受賞対象を挙げると膨大になるため、ここでは「年間作品部門」（GAME AWARDS）カテゴリーにおいてもっとも高い評価を受けた作品とゲームデザイナーによって選出された「ゲームデザイナーズ大賞」の作品（日本ゲーム大賞 2010より新設）、また、ゲーム産業の発展に寄与した人物などに贈られる「経済産業大臣賞」（日本ゲーム大賞 2008より新設）等を挙げる。作品名の後ろの括弧内は発売元（受賞当時）、発売されたプラットフォーム。

### CESA大賞 '96
- 作品賞 - 『サクラ大戦』（セガ・エンタープライゼス、セガサターン）

### CESA大賞 '97
- 大賞 - 『ファイナルファンタジーVII』（スクウェア、PlayStation）

### 第3回 CESA大賞
- 大賞 - 『ゼルダの伝説 時のオカリナ』（任天堂、NINTENDO 64）

### 第4回 日本ゲーム大賞
- 大賞 - 『どこでもいっしょ』（ソニー・コンピュータエンタテインメント、PlayStation）

### 第5回 日本ゲーム大賞
- 大賞 - 『ファンタシースターオンライン』（セガ、ドリームキャスト）

### 第6回 CESA GAME AWARDS
- GAME AWARDS 2001-2002
  - 対象期間 - 2001年1月4日から2002年3月31日
  - 最優秀賞 - 『ファイナルファンタジーX』（スクウェア、PlayStation 2）

### 第7回 CESA GAME AWARDS
- GAME AWARDS 2002-2003
  - 対象期間 - 2002年4月1日から2003年3月31日
  - 最優秀賞 - 『太鼓の達人 タタコンでドドンがドン』（ナムコ、PlayStation 2）、『ファイナルファンタジーXI』（スクウェア・エニックス、PlayStation 2・PC）

### 第8回 CESA GAME AWARDS
- GAME AWARDS 2003-2004
  - 対象期間 - 2003年4月1日から2004年3月31日
  - 最優秀賞 - 『モンスターハンター』（カプコン、PlayStation 2）

### 第9回 CESA GAME AWARDS
- GAME AWARDS 2004-2005
  - 対象期間 - 2004年4月1日から2005年3月31日
  - 最優秀賞 - 『ドラゴンクエストVIII 空と海と大地と呪われし姫君』（スクウェア・エニックス、PlayStation 2）

### 日本ゲーム大賞 2006
- 年間作品部門
  - 対象期間 - 2005年4月1日から2006年4月2日
  - 大賞 - 『東北大学未来科学技術共同研究センター川島隆太教授監修 脳を鍛える大人のDSトレーニング』（任天堂、ニンテンドーDS）、『ファイナルファンタジーXII』（スクウェア・エニックス、PlayStation 2）

### 日本ゲーム大賞 2007
- 年間作品部門
  - 対象期間 - 2006年4月3日から2007年4月1日
  - 大賞 - 『Wii Sports』（任天堂、Wii）、『モンスターハンター ポータブル 2nd』（カプコン、PlayStation Portable）

### 日本ゲーム大賞 2008
- 年間作品部門
  - 対象期間 - 2007年4月2日から2008年3月31日
  - 大賞 - 『Wii Fit』（任天堂、Wii）、『モンスターハンター ポータブル 2nd G』（カプコン、PlayStation Portable）
- 経済産業大臣賞 - 宮本茂

### 日本ゲーム大賞 2009
- 年間作品部門
  - 対象期間 - 2008年4月1日から2009年3月31日
  - 大賞 - 『マリオカートWii』（任天堂、Wii）、『METAL GEAR SOLID 4 GUNS OF THE PATRIOTS』（コナミデジタルエンタテインメント、PlayStation 3）
- 経済産業大臣賞 - モンスターハンター開発チーム

### 日本ゲーム大賞 2010
- 年間作品部門
  - 対象期間 - 2009年4月1日から2010年3月31日
  - 大賞 - 『New スーパーマリオブラザーズ Wii』（任天堂、Wii）
  - ゲームデザイナーズ大賞 - 『HEAVY RAIN -心の軋むとき-』（Quantic Dream[注 2]、PlayStation 3）
- 経済産業大臣賞 - 堀井雄二

### 日本ゲーム大賞 2011
- 年間作品部門
  - 対象期間 - 2010年4月1日から2011年3月31日
  - 大賞 - 『モンスターハンター ポータブル 3rd』（カプコン、PlayStation Portable）
  - ゲームデザイナーズ大賞 - 『ヒラメキパズル マックスウェルの不思議なノート』（5TH Cell Media（英語版）[注 3]、ニンテンドーDS）
- 経済産業大臣賞 - 石原恒和

### 日本ゲーム大賞 2012
- 年間作品部門
  - 対象期間 - 2011年4月1日から2012年4月1日
  - 大賞 - 『GRAVITY DAZE/重力的眩暈:上層への帰還において彼女の内宇宙に生じた摂動』（ソニー・コンピュータエンタテインメント、PlayStation Vita）
  - ゲームデザイナーズ大賞 - 『風ノ旅ビト』（thatgamecompany[注 2]、PlayStation 3）
- 経済産業大臣賞 - ニンテンドー3DS開発チーム

### 日本ゲーム大賞 2013
- 年間作品部門
  - 対象期間 - 2012年4月2日から2013年3月31日
  - 大賞 - 『とびだせ どうぶつの森』（任天堂、ニンテンドー3DS）
  - ゲームデザイナーズ大賞 - 『The Unfinished Swan』（Giant Sparrow（英語版）[注 2]、PlayStation 3）
- 経済産業大臣賞 - パズル&ドラゴンズ開発チーム

### 日本ゲーム大賞 2014
- 年間作品部門
  - 対象期間 - 2013年4月1日から2014年3月31日
  - 大賞 - 『モンスターハンター4』（カプコン、ニンテンドー3DS）、『妖怪ウォッチ』（レベルファイブ、ニンテンドー3DS）
  - ゲームデザイナーズ大賞 - 『ブラザーズ 2人の息子の物語』（Starbreeze Studios（英語版）[注 4]、PlayStation 3）
- 経済産業大臣賞 - 日野晃博

### 日本ゲーム大賞 2015
- 年間作品部門
  - 対象期間 - 2014年4月1日から2015年3月31日
  - 大賞 - 『妖怪ウォッチ2 元祖/本家/真打』（レベルファイブ、ニンテンドー3DS）
  - ゲームデザイナーズ大賞 - 『Ingress』（Niantic、iOS/Android OS）
- 経済産業大臣賞 - 桜井政博

### 日本ゲーム大賞 2016
- 年間作品部門
  - 対象期間 - 2015年4月1日から2016年3月31日
  - 大賞 - 『スプラトゥーン』（任天堂、Wii U）
  - ゲームデザイナーズ大賞 - 『Life Is Strange』（DONTNOD Entertainment（英語版）[注 5]、PlayStation 3/PlayStation 4/Steam）
- 経済産業大臣賞 - ドラゴンクエスト30周年プロジェクトチーム

### 日本ゲーム大賞 2017
- 年間作品部門
  - 対象期間 - 2016年4月1日から2017年4月2日
  - 大賞 - 『ゼルダの伝説 ブレス オブ ザ ワイルド』（任天堂、Wii U/Nintendo Switch）
  - ゲームデザイナーズ大賞 - 『INSIDE』（Playdead、PlayStation 4/Steam）
- 経済産業大臣賞 - Pokémon GO プロジェクトチーム

### 日本ゲーム大賞 2018
- 年間作品部門
  - 対象期間 - 2017年4月3日から2018年4月1日
  - 大賞 - 『モンスターハンター：ワールド』（カプコン、PlayStation 4）
  - ゲームデザイナーズ大賞 - 『Gorogoa』（Annapurna Interactive、Nintendo Switch/Xbox One/iOS/Android OS/Steam）
- 経済産業大臣賞 - Nintendo Switch 開発チーム

### 日本ゲーム大賞 2019
- 年間作品部門
  - 対象期間 - 2018年4月2日から2019年3月31日
  - 大賞 - 『大乱闘スマッシュブラザーズ SPECIAL』（任天堂、Nintendo Switch）
  - ゲームデザイナーズ大賞 - 『ASTRO BOT: RESCUE MISSION』（ソニー・インタラクティブエンタテインメント、PlayStation VR）
- 経済産業大臣賞 - 大乱闘スマッシュブラザーズ プロジェクトチーム

### 日本ゲーム大賞 2020
- 年間作品部門
  - 対象期間 - 2019年4月1日から2020年3月31日
  - 大賞 - 『あつまれ どうぶつの森』（任天堂、Nintendo Switch）
  - ゲームデザイナーズ大賞 - 『Baba Is You』（Hempuli、Nintendo Switch/Steam）
- 経済産業大臣賞 - あつまれ どうぶつの森 開発チーム

### 日本ゲーム大賞 2021
- 年間作品部門
  - 対象期間 - 2020年4月1日から2021年3月31日
  - 大賞 - 『Ghost of Tsushima』（ソニー・インタラクティブエンタテインメント、PlayStation 4）、『モンスターハンターライズ』（カプコン、Nintendo Switch）
  - ゲームデザイナーズ大賞 - 『マリオカート ライブ ホームサーキット』（任天堂、Nintendo Switch）
- 経済産業大臣賞 - シブサワ・コウ

### 日本ゲーム大賞 2022
- 年間作品部門
  - 対象期間 - 2021年4月1日から2022年3月31日
  - 大賞 - 『ELDEN RING』（フロム・ソフトウェア、PlayStation 4/PlayStation 5/Xbox One/Xbox Series X|S/Steam）
  - ゲームデザイナーズ大賞 - 『Inscryption（英語版）』（Daniel Mullins Games[注 6]、Steam）
- 経済産業大臣賞 - 宮崎英高

### 日本ゲーム大賞 2023
- 年間作品部門
  - 対象期間 - 2022年4月1日から2023年3月31日
  - 大賞 - 『モンスターハンターライズ：サンブレイク』（カプコン、Nintendo Switch/Steam/PlayStation 4/PlayStation 5/Xbox One/Xbox Series X|S/PC）
  - ゲームデザイナーズ大賞 - 『RPGタイム!〜ライトの伝説〜』（アニプレックス、Xbox One/Xbox Series X|S/PlayStation 4/Nintendo Switch/Steam/PC）
- 経済産業大臣賞 - ファミリーコンピュータ

### 日本ゲーム大賞 2024
- 年間作品部門
  - 対象期間 - 2023年4月1日から2024年3月31日
  - 大賞 - 『ゼルダの伝説 ティアーズ オブ ザ キングダム』（任天堂、Nintendo Switch）
  - ゲームデザイナーズ大賞 - 『Viewfinder（英語版）』（Sad Owl Studios、PlayStation 4/PlayStation 5/Steam）
- 経済産業大臣賞 - プレイステーション